# 김주회
김주회(한국 한자: 金珠會, 1984년 5월 29일 ~ )는 대한민국의 전 축구 선수이며, 포지션은 미드필더였다.